# The Domino Principle
The Domino Principle is een Brits-Amerikaanse thriller uit 1977 onder regie van Stanley Kramer.

## Verhaal
Tucker is een  veteraan van de Vietnamoorlog, die voor een moord wordt veroordeeld tot een lange celstraf. Tijdens zijn verblijf in de gevangenis komt hij in contact met een geheime politieke organisatie, die hem zijn vrijlating garandeert op voorwaarde dat hij iemand vermoordt.

## Rolverdeling
| Acteur             | Personage         |
| ------------------ | ----------------- |
| Gene Hackman       | Tucker            |
| Candice Bergen     | Ellie             |
| Richard Widmark    | Tagge             |
| Mickey Rooney      | Spiventa          |
| Edward Albert      | Ross Pine         |
| Eli Wallach        | Generaal Reser    |
| Ken Swofford       | Ditcher           |
| Neva Patterson     | Gaddis            |
| Jay Novello        | Kapitein Ruiz     |
| Joseph V. Perry    | Bowkemp           |
| Ted Gehring        | Schnaible         |
| Claire Brennen     | Ruby              |
| George Fisher      | Henemyer          |
| Bob Herron         | Brookshire        |
| Denver Mattson     | Murdock           |
| James W. Gavin     | Lenny             |
| Majel Barrett      | Mevrouw Schnaible |
| Farnesio de Bernal | Bankier           |
| Patricia Luke      | Reizigster        |
| Charles Horvath    | Harley            |